# Pachypoessa
Pachypoessa là một chi nhện trong họ Salticidae.